# Montclair (California)
Montclair è una città degli Stati Uniti d'America, situata in California, nella contea di San Bernardino.